# Michielshuis

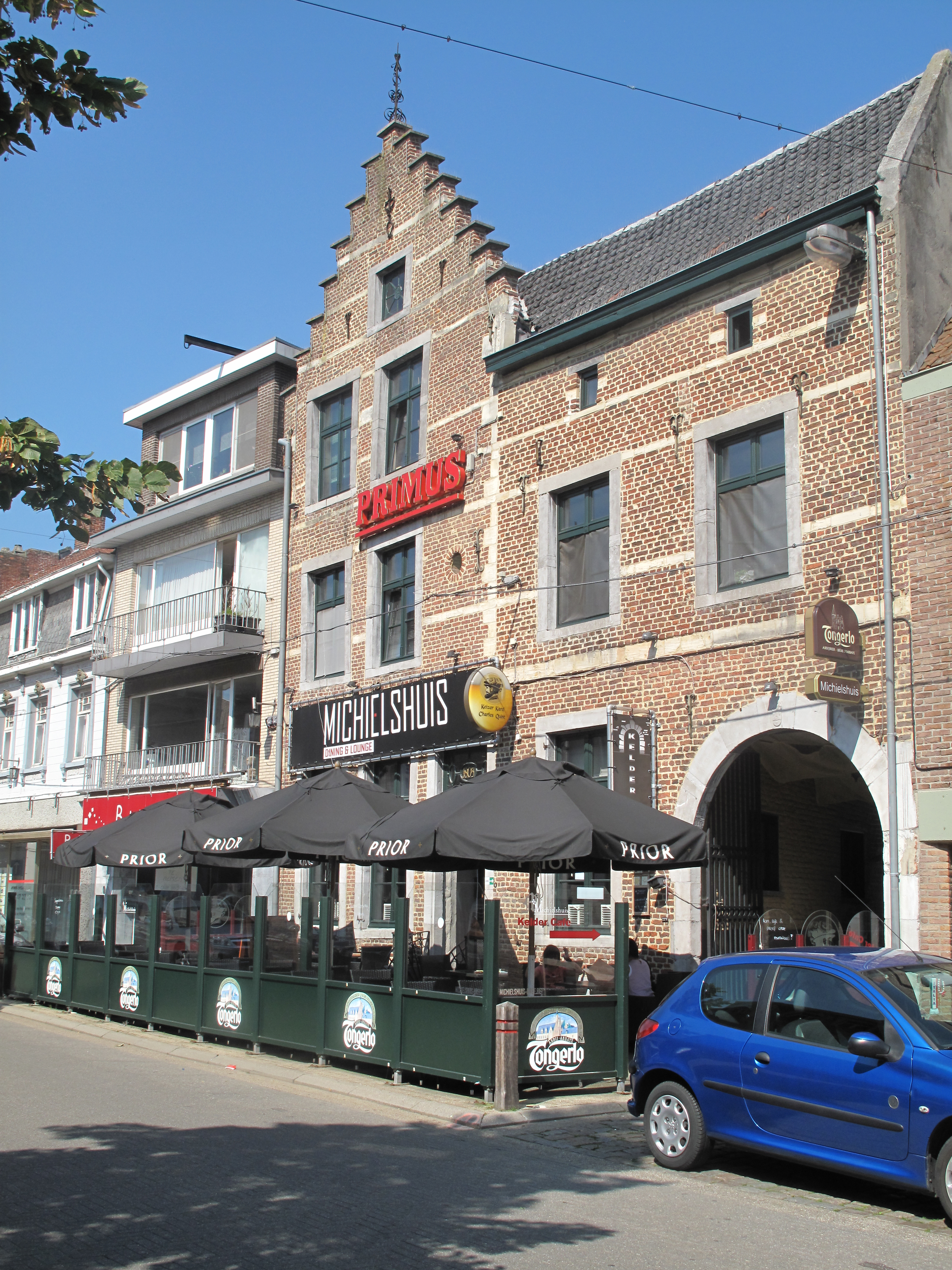
Michielshuis

Het Michielshuis is een monumentaal huis dat zich bevindt aan Markt 8 in Bree, in de Belgische provincie Limburg. Het huis bestaat uit twee gedeelten: een diephuis en een poortgebouw. 
De kern van het huis is zeer oud en stamt uit de 16e of 17e eeuw. Het huidige diephuis kreeg zijn uitwendige vorm in de 17e eeuw, het poortgebouw werd omstreeks 1700 gebouwd. In de 18e eeuw was het huis als boerderij in gebruik. In 1743 werd het bewoond door Jan Michiels, de toenmalige burgemeester van Bree. Aan hem heeft het huis zijn naam te danken. Diens zoon, Albert Michiels, liet in 1777 een aantal verbouwingen doorvoeren en ook in 1803 vonden wijzigingen plaats. In 1845 wordt melding gemaakt van een likeurstokerij in de achterbouw van het huis. 
Tegenwoordig is er een horecavoorziening in het pand gevestigd.

## Externe bron
- Onroerend erfgoed